# Pseudambassis
Pseudambassis és un gènere de peixos pertanyent a la família dels ambàssids.

## Taxonomia
- Pseudambassis alleni (Datta & Chaudhuri, 1993)[4]
- Pseudambassis baculis (Hamilton, 1822)[5]
- Pseudambassis roberti (Datta & Chaudhuri, 1993)[6][7][8][9][10][11]